# 殿ヶ谷戸庭園
殿ヶ谷戸庭園（とのがやとていえん）は、東京都国分寺市にある有料の都立庭園である。園内は自然の地形を生かした回遊式庭園となっている。国の名勝に指定されている。

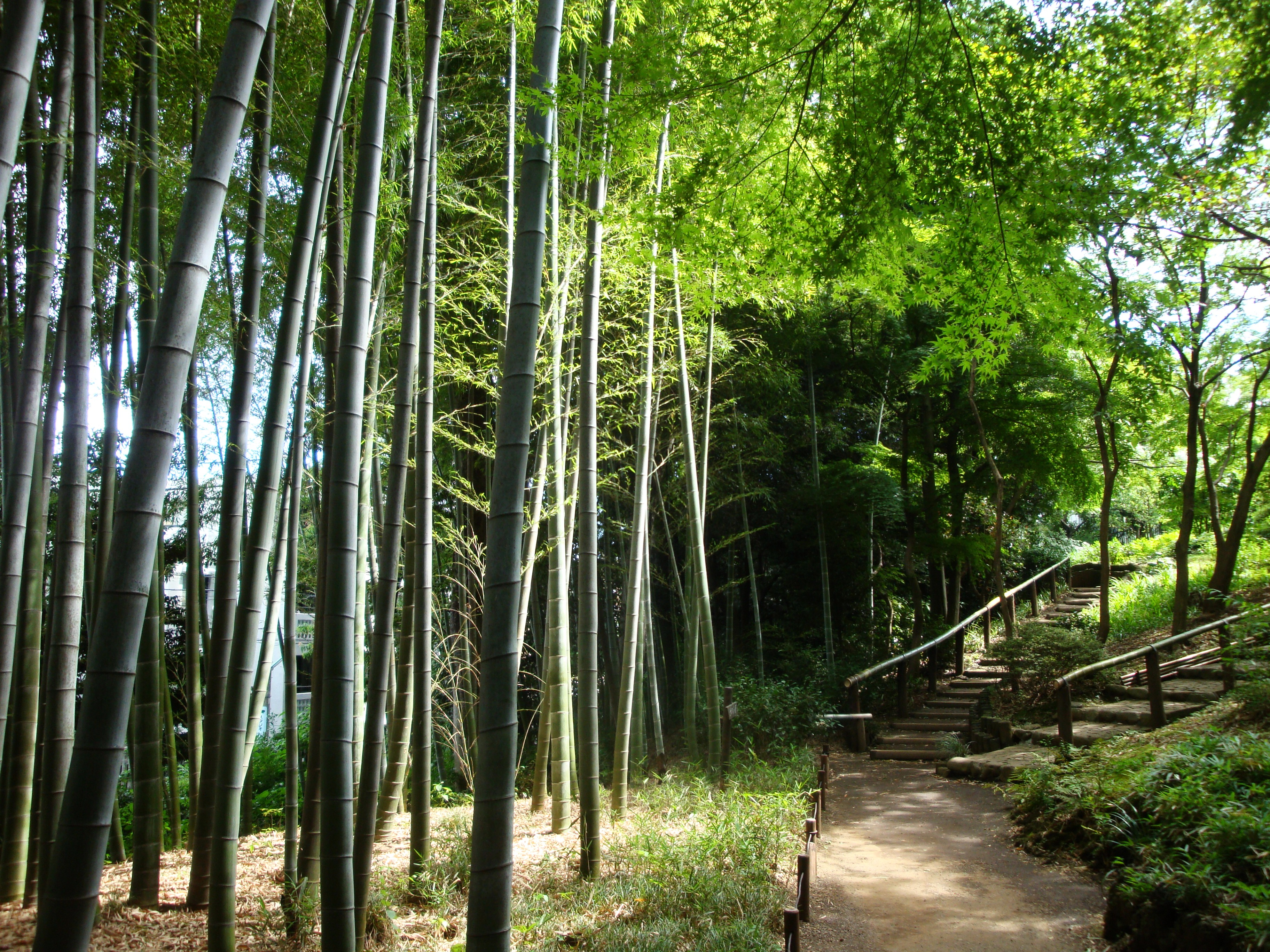
竹林

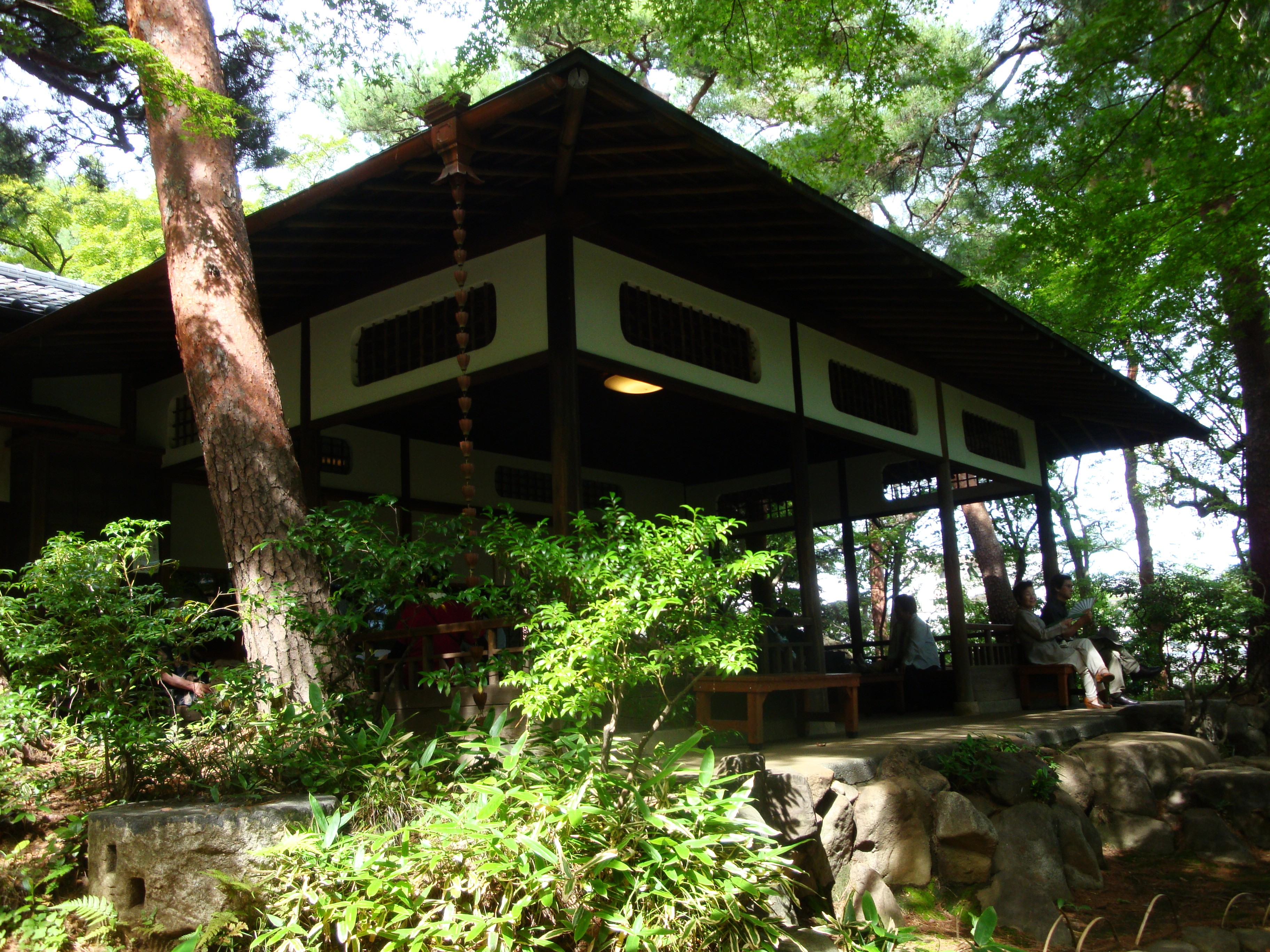
紅葉亭

## 歴史
かつての国分寺
殿ヶ谷戸庭園がある国分寺市は武蔵野台地の南端に位置し、多摩川の浸食によって形成された数段の段丘の内の2段丘の上下面に跨っていて、恋ヶ窪、光町、西町、東元町、西元町などは2段丘の下面にある。国分寺崖線は北から南へ国分寺、小金井、三鷹、調布、世田谷までの約20kmに及び、北側は高く武蔵野段丘といい、西側は低く立川段丘といわれている。殿ヶ谷戸庭園はこの国分寺崖線の一画に位置し、湧水や小川によって作られた谷戸が幾つも存在し、その谷戸のひとつである殿ヶ谷戸に面した崖の一部である。殿ヶ谷戸は、谷頭は国分寺駅東側周辺で、谷底は西南に延びて庭園の東側崖下から野川に達していた。
昭和22年（1947年）、西恋ヶ窪3丁目のローム層から遺物が発見され、続いて丸山（現・南町2丁目）と東京経済大学付近（南町1丁目）など数カ所から遺跡が発見されている。先土器時代の人々は、多摩川や湧水周辺に集団を作り住み着いて、1万年以上の昔からこの地域で人々が居住していたことが判明したのである。縄文時代の早・中期の石器や土器が、殿ヶ谷戸庭園のある花沢東遺跡（殿ヶ谷戸遺跡）から数多く出土している。
弥生時代と古墳時代の遺跡は、都内の多摩川に沿って数多く発見されているが、国分寺市内では発見されていない。8世紀のものと思われる横穴古墳が、内藤、国分寺境内、黒鐘（現・西元町）などから発見されている。
大化の改新以前は、秩父地方、多摩川、荒川流域などで豪族が居住していて、豪族が支配した小さな国が改新頃に統一され武蔵国が成立されたと考えられている。改新政治により地方制度が整備され、武蔵国の国府が府中に置かれ、多摩川を利用した農耕と水運などの適地として、国府の北の武蔵国に国分寺が置かれることになった。鎌倉に幕府が置かれ、武蔵の原も上州路から鎌倉への街道が府中街道と並行して設けられ、恋ヶ窪は宿場町として栄えていた。元弘3年（1333年）、新田義貞と北条泰家による府中分倍河原の合戦は、寺院を中心に栄えてきた武蔵国分寺の衰退を決定づけたのである。国分寺の焼失と鎌倉幕府の滅亡により、宿場町として栄えた国分寺は次第に農村として形態を変えていった。
市街地化と庭園
『国分寺市史』によると明治30年（1897年）後半頃、住宅開発が活発化し、大正期（1912〜1926年）には「大衆化」「近代化」の波が大都市部に広がりを見せ、三多摩や国分寺村なども巻き込んでいった。大正7年（1918年）2月24日付けの東京朝日新聞に「南北両郡の地価高騰、地所売買で成金が続出」と記録されている。南多摩郡と北多摩郡の地価が、大正5年（1916年）頃から5割も高騰し、八王子、吉祥寺周辺では3倍に高騰した。国分寺村では大正期、実業家が別荘地開発のための広い土地を求めて進出し始め、別荘の誘致が村の発展につながると村を挙げて道路などのインフラ整備に取り組んだ。国分寺村に最初に進出した別荘地は、花沢（現・日立中央研究所）に建てた「今村別荘」で、建主は鉄道事業家・今村清之助の次男・今村繁三で、繁三は資産家で今村銀行頭取を務めていた。今村別荘は大正中期頃建てられ、土地5,000坪、建物300坪の規模で、大正12年（1923年）3月には国分寺村に300円を寄付し、院線（後・省線）の電化を吉祥寺から立川まで延長することに尽力した。
大正4年（1915年）、三菱合資会社の江口定條（後の南満州鉄道副総裁、貴族院議員）が大字国分寺殿ヶ谷戸に別邸を建て、名を「随宜園」といい大正期の典型的な和洋折衷の別荘であった。作庭は赤坂の庭師・仙石荘太郎に依頼、壮太郎は高橋是清邸の庭園や八芳園などを作庭した実績があった。大正6年（1917年）12月4日付けの東京朝日新聞に「国分寺村 絶好の別荘地」の記事がある、国分寺村の別荘地化が進む様子が良く分かる。記事の内容は「東京市に近接する北多摩地方、特に中央線に沿う国分寺以東の町村が最も熾烈を極めている。即ち国分寺停車場北方に位する花沢付近の地価は畑一反歩800円、山林一反歩500円から700円位で之を別荘地として求める向きが多い様だ。後略」と書かれている。
国分寺村は、大戦後の土地ブームにより中央線に沿って押し寄せ、別荘地開発は村の発展に繋がり、大正12年（1923年）の関東大震災後の東京市街地から郊外に移り住む人が急増したのである。大正13年（1924年）に、東京土地住宅が10万坪の分譲を始め、翌年の大正14年（1925年）には箱根土地開発が国分寺大学都市として土地分譲を始めた。昭和4年（1929年）、国分寺駅東側の中央線と交差する踏切「魔の踏切」が、中央線の下をくぐる工事が行われたのはこの頃である。
岩崎家の時代
省電が立川まで進行した頃の、昭和4年（1929年）江口定條所有の土地1万坪と本館「随宜園」が岩崎彦彌太に売却され、彦彌太により「国分寺の家」と名付けられた。昭和9年（1934年）彦彌太は本館を建替えた、津田鑿の設計による和洋折衷の回遊式林泉庭園が完成、1階136坪5合、2階29坪5合、延べ166坪で、部屋数10以上の規模である。当時の国分寺駅南側は殆どが岩崎家の所有地で、同駅南口は岩崎家の陳情により出来たといわれている。庭園の管理は、江口家時代から続けて石川長三郎・宗三親子二代に渡り行われ、東京都が買収した後も昭和51年（1976年）9月まで臨時職員として管理に専念し、昭和52年（1977年）1月6日、石川宗三は75歳で亡くなった。
駅前開発計画
昭和41年（1966年）、国分寺駅南口の再開発計画構想が出され、昭和47年（1972年）9月、殿ヶ谷戸庭園の都市計画公園指定を解き駅南口の再開発を進めるため、駅前地域を商業地域とする改正案が出された。
同年11月、地域住民による会合が開かれ、岩崎別邸の緑と自然を守る「殿ヶ谷戸公園を守る会」が、日本野鳥の会と日本自然保護協会の協力により結成され、会長には元東京芸術大学長が就任した。
また、代表には、立川短期大学長・目黒勝郎（元都衛生局長）、東京経済大学理事・増田四郎（元一橋大学長）などである。
趣意書によると「殿ヶ谷戸公園（岩崎別邸）を第一種住居専用地域に戻し、現状のまま完全に保存され、将来は市民公園になることを望みます。」と述べられている。
昭和47年（1972年）11月4日、国分寺市助役に、同11日に国分寺市長と市都市計画審議会会長に1,300余名の署名と陳情書を提出し、同16日に東京都知事と都都市計画審議会に陳情書と署名を提出、同年12月6日、都議会と国分寺市議会に「南町岩崎別邸の地域指定に関する請願」を提出した。
都立公園に決定
昭和47年（1972年）12月、都議会で美濃部亮吉知事は「都内に残された良好な自然と緑については、出来る限り公共的に保存し、都民の公園として開放できるよう、地元区市町村ともども努力していきたいと思っております。」と答弁、この答弁で空気が一変した。
昭和28年（1973年）2月15日付け、「岩崎寛彌より東京都知事と都首都整備局長宛に要望書を提出「公共団体が公共の立場を考慮し、公園計画を遂行する意思があれば、協力するにやぶさかでない、正当な対価補償を支払うのは当然である。」との内容である。
昭和48年（1973年）11月24日、首都整備局長より、2月の岩崎寛彌の要望書の回答が出され「都立公園として早急に事業化を進めることに内定しました。」との内容から、全面買収の方針が決まったのである。

## 園内
国分寺崖線と呼ばれる段丘崖と豊富な湧水を巧みに生かして築かれた、回遊式林泉庭園である。様々な木々が植えられており、園内には池や周遊順路が存在し、カメラマンや地元住民、近隣で働く人間の憩いの場として利用される。

## 主な見所
殿ヶ谷庭園の見どころは、武蔵野段丘の国分寺崖線（段丘崖）と、その下端部の礫層より染み出る湧水。その湧水を蓄えた次郎弁天池を中心とした和風庭園の趣など、国の名称に指定されている。
- 「次郎弁天池」（じろうべんてんいけ） - 河岸段丘の段丘崖の下から湧水が見られ池に注いでいる[1]。
- 「紅葉亭」（こうようてい） - 数寄屋造りの茶室から、イロハモミジの紅葉が見渡せる[1]。
- 「鹿おどし」（ししおどし） - 井戸水を利用した鹿おどしで、イノシシやシカを追い払うために作られた[1]。
- 「馬頭観音」（ばとうかんのん） - 国分寺市に11基ある馬頭観音の一つで、供養のため造られた[1]。
- 「竹の小径」（たけのこみち） - 日本庭園には珍しい孟宗竹の竹林がある[1]。
- 「花木園」（かぼくえん） - 花暦情報参照
- 「藤棚」（ふじだな） - 春には岩崎家時代から存在するフジの花が楽しめる[1]。
- 「萩のトンネル」（はぎのトンネル） - 秋には紫の小さな萩のトンネルが楽しめる[1]。
- 「本館」（ほんかん） - 岩崎彦彌太の別邸として、昭和9年（1934年）に建てられた洋館[1]。

## 利用情報
- 開園時間 - 午前9時 〜 午後5時、イベント開催時は時間延長がある（入園 午後4時30分まで）[1]
- 休園日 - 年末年始（12月29日 〜 1月1日 ）[1]
- 入園料 - 一般 150円（120円）、65歳以上 70円（50円）、小学生以下 無料、中学生（都内在住、在学）無料、身体不自由者 無料、カッコ内は20名以上の団体[1]
- 年間パスポート - 一般 600円、65歳以上 280円[1]
- 年間パスポート（9庭園共通） - 一般 4,000円、65歳以上 2,000円（都立文化財9庭園 浜離宮恩賜庭園、旧芝離宮恩賜庭園、小石川後楽園、六義園、旧岩崎邸庭園、向島百花園、清澄庭園、旧古河庭園、殿ヶ谷戸庭園）[1]
- 無料公開日 - みどりの日（5月4日）、都民の日（10月1日）[1]
- 集会場（貸室） - 紅葉亭（30名）、6カ月前より受付[1]
- 無料庭園ガイド - 土・日曜日、祝日（午前11時、午後2時）[1]
- サービスセンター - 殿ヶ谷戸庭園サービスセンター 東京都国分寺市南町2-16（TEL 042-324-7991）[1]

## 花暦情報
- 1月 - ロウバイ（蝋梅）、ツバキ（椿）、サザンカ（山茶花）、（霜、雪吊り、冬囲い）[1]
- 2月 - ツバキ、ウメ（梅）、フクジュソウ（福寿草）、サザンカ、（雪吊り、冬囲い）[1]
- 3月 - ツバキ、フクジュソウ、タマノカンアオイ（多摩の寒葵）、カタクリ（片栗）、キクモモ（菊桃）、アセビ（馬酔木）[1]
- 4月 - タマノカンアオイ、カタクリ、キクモモ、アセビ、シャガ（射干）、フジ（藤）[1]
- 5月 - フジ、エビネ（海老根）、サツキ（皐月）[1]
- 6月 - ホタルブクロ（蛍袋）、アジサイ（紫陽花）、ヤブカンゾウ（藪萱草）、サツキ[1]
- 7月 - アジサイ、ヤブカンゾウ、キンミズヒキ（金水引）、レンゲショウマ（蓮華升麻）[1]
- 8月 - ヤブカンゾウ、キンミズヒキ、レンゲショウマ、キツネノカミソリ（狐の剃刀）オミナエシ（女郎花）、ナデシコ（撫子）[1]
- 9月 - ヒガンバナ（彼岸花）、ハギ（萩）、ホトトギス（杜鵑草）、オミナエシ、ナデシコ[1]
- 10月 - ホトトギス、シュウメイギク（秋明菊）、シモバシラ（霜柱）、オミナエシ、ナデシコ[1]
- 11月 - ツワブキ（石蕗）、サザンカ（山茶花）、モミジ（紅葉）、（雪吊り、冬囲い）[1]
- 12月 - ロウバイ、サザンカ、モミジ（霜、雪吊り、コモ巻）[1]

## 交通案内
- 鉄道 - JR中央線快速・西武国分寺線・西武多摩湖線 - 国分寺駅南口より徒歩約2分[1]
- 駐車場 - 無し[1]